# Atletiek op de Olympische Zomerspelen 2016 – 10000 meter vrouwen
De 10.000 meter vrouwen op de Olympische Zomerspelen 2016 in Rio de Janeiro vond plaats op vrijdag 12 augustus 2016. Regerend olympisch kampioene was Tirunesh Dibaba uit Ethiopië, die na twee olympische titels ditmaal genoegen moest nemen met de bronzen medaille.
Haar landgenote Almaz Ayana (24) won de titel op de 10.000 m met een spectaculaire verbetering van het 23 jaar oude wereldrecord van de Chinese Wang Junxia. Die mondiale toptijd gold als een "dopingrecord". Dibaba (30) probeerde haar derde olympische titel op rij te bemachtigen. Ze liep weliswaar een persoonlijk record, maar eindigde desondanks op de derde plaats, 25 seconden achter de verbluffend snelle Ayana. Het was pas de tweede 10.000 m uit haar loopbaan.
Ayana, de regerend wereldkampioene op de 5000 m, had Dibaba in juni ook al verrast. Ze bracht haar uiterst succesvolle landgenote – Dibaba won in 2008 in Peking ook goud op de 5000 m – haar eerste nederlaag toe op de 10.000 m. Dat gebeurde tijdens de Ethiopische kwalificatiewedstrijden voor de Olympische Spelen van Rio de Janeiro. Ze bleef slechts een seconde verwijderd van het wereldrecord van Dibaba.

## Records
Voorafgaand aan het toernooi waren dit het wereldrecord en het olympisch record.
| Wereldrecord     | Wang Junxia     | 29.31,78 | Peking | 8 september 1993 |
| Olympisch record | Tirunesh Dibaba | 29.54,66 | Peking | 15 augustus 2008 |

## Uitslag
De volgende afkortingen worden gebruikt:
- DNF Niet aangekomen
- PB Persoonlijke besttijd
- AR Werelddeelrecord
- NR Nationaal record
- OR Olympisch record
- WR Wereldrecord

| №      | Naam                      | NOC | Tijd     | Opmerking |
| ------ | ------------------------- | --- | -------- | --------- |
| Goud   | Almaz Ayana               | ETH | 29.17,45 | WR, OR    |
| Zilver | Vivian Cheruiyot          | KEN | 29.32,53 | NR        |
| Brons  | Tirunesh Dibaba           | ETH | 29.42,56 | PB        |
| 4      | Alice Aprot               | KEN | 29.53,51 | PB        |
| 5      | Betsy Saina               | KEN | 30.07,78 | PB        |
| 6      | Molly Huddle              | USA | 30.47,25 | AR        |
| 7      | Yasemin Can               | TUR | 30.26,41 | PB        |
| 8      | Gelete Burka              | ETH | 30.26,66 | PB        |
| 9      | Karoline Bjerkeli Grøvdal | NOR | 31.14,07 | PB        |
| 10     | Eloise Wellings           | AUS | 31.14,94 | PB        |
| 11     | Emily Infeld              | USA | 31.26,94 | PB        |
| 12     | Sarah Lahti               | SWE | 31.28,43 | NR        |
| 13     | Diane Nukuri              | BDI | 31.28,69 | NR        |
| 14     | Susan Kuijken             | NED | 31.32,43 |           |
| 15     | Jo Pavey                  | GBR | 31.33,44 |           |
| 16     | Jess Andrews              | GBR | 31.35,92 | PB        |
| 17     | Alexi Pappas              | GRE | 31.36,16 | NR        |
| 18     | Yuka Takashima            | JPN | 31.36,44 |           |
| 19     | Darya Maslova             | KGZ | 31.36,90 | NR        |
| 20     | Hanami Sekine             | JPN | 31.44,44 |           |
| 21     | Dominique Scott           | RSA | 31.51,47 | PB        |
| 22     | Natasha Wodak             | CAN | 31.53,14 |           |
| 23     | Alia Saeed Mohammed       | UAE | 31.56,74 |           |
| 24     | Sitora Hamidova           | UZB | 31.57,77 | NR        |
| 25     | Lanni Marchant            | CAN | 32.04,21 |           |
| 26     | Carla Salomé Rocha        | POR | 32.06,05 |           |
| 27     | Salome Nyirarukundo       | RWA | 32.07,80 |           |
| 28     | Jip Vastenburg            | NED | 32.08,92 |           |
| 29     | Trihas Gebre              | ESP | 32.09,67 |           |
| 30     | Veronica Inglese          | ITA | 32.11,67 |           |
| 31     | Tatiele de Carvalho       | BRA | 32.38,21 |           |
| 32     | Brenda Flores             | MEX | 32.39,08 |           |
| 33     | Marielle Hall             | USA | 32.39,32 |           |
| 34     | Beth Potter               | GBR | 33.04,34 |           |
| 35     | Marisol Romero            | MEX | 35.33,03 |           |
| –      | Ekaterina Tunguskova      | UZB | –        | DNF       |
| –      | Juliet Chekwel            | UGA | –        | DNF       |